# Qualification au Championnat d'Europe féminin de basket-ball 2013
Pour participer au Championnat d'Europe de basket-ball féminin 2013 qui a lieu en France du 15 au 30 juin 2013, un tournoi de qualification est ouvert à 25 équipes et se tient du 12 juin 2012 au 14 juillet 2012. Il y a cinq groupes de cinq équipes, où chaque équipe rencontre les quatre autres par matchs aller et retour. Chaque groupe qualifie deux équipes pour le championnat d'Europe 2013.

## Compétition
Les 25 équipes ont été tirées au sort en fonction de leur classement FIBA.

### Groupe A
| Équipe      |       |       |       |       |       |
| ----------- | ----- | ----- | ----- | ----- | ----- |
| Biélorussie | —     | 69–61 | 51–47 | 68–60 | 63–41 |
| Israël      | 60–58 | —     | 46–64 | 73–58 | 58–47 |
| Hongrie     | 62–59 | 73–66 | —     | 73–78 | 80–45 |
| Ukraine     | 51–55 | 71–68 | 73–66 | —     | 92–38 |
| Portugal    | 53–82 | 60–62 | 53–73 | 42–55 | —     |

| Équipe      | Pts | G | P | PP  | PC  | Diff | Dép |
| ----------- | --- | - | - | --- | --- | ---- | --- |
| Biélorussie | 14  | 6 | 2 | 505 | 435 | +70  |     |
| Ukraine     | 13  | 5 | 3 | 538 | 483 | +55  | +12 |
| Hongrie     | 13  | 5 | 3 | 538 | 471 | +67  | -12 |
| Israël      | 12  | 4 | 4 | 494 | 500 | −6   |     |
| Portugal    | 8   | 0 | 8 | 379 | 565 | −186 |     |

L'Ukraine se qualifie aux dépens de la Hongrie en remportant leurs deux face à face (73-66 et 78-73). 

### Groupe B
| Team       |       |       |       |        |       |
| ---------- | ----- | ----- | ----- | ------ | ----- |
| Monténégro | —     | 59–50 | 85–68 | 81–61  | 69–39 |
| Pologne    | 53–50 | —     | 76–74 | 77–52  | 64–51 |
| Serbie     | 72–56 | 67–62 | —     | 101–50 | 88–64 |
| Estonie    | 54–86 | 58–65 | 58–97 | —      | 58–62 |
| Suisse     | 67–82 | 45–62 | 45–88 | 69–62  | —     |

| Équipe     | Pts | G | P | PP  | PC  | Diff | Dép |
| ---------- | --- | - | - | --- | --- | ---- | --- |
| Monténégro | 14  | 6 | 2 | 568 | 464 | +104 | +7  |
| Serbie     | 14  | 6 | 2 | 655 | 496 | +159 | +2  |
| Pologne    | 14  | 6 | 2 | 509 | 456 | +53  | -9  |
| Suisse     | 10  | 2 | 6 | 441 | 574 | −133 |     |
| Estonie    | 8   | 0 | 8 | 454 | 637 | −183 |     |

Il y a égalité à trois équipes. Chacune des équipes a gagné 2 matchs et en a perdus 2, la différence de points est en faveur du Monténégro face à la Serbie + 1 (victoire de 17 points et défaite de 16) et à la Pologne + 6 (victoire de 9 points et défaite de 3). La Serbie quant à elle a une avance de + 3 face à la Pologne (victoire de 5 points et défaite de 2). Ce qui en cumulé donne + 7 au Monténégro, + 2 à la Serbie et - 9 à la Pologne.

### Groupe C
| Team      |       |       |       |       |       |
| --------- | ----- | ----- | ----- | ----- | ----- |
| Lituanie  | —     | 78–64 | 88–47 | 61–53 | 65–46 |
| Slovaquie | 60–58 | —     | 70–48 | 64–49 | 93–54 |
| Pays-Bas  | 42–63 | 51–66 | —     | 74–59 | 71–64 |
| Belgique  | 62–77 | 54–63 | 72–61 | —     | 59–63 |
| Slovénie  | 79–68 | 61–72 | 75–56 | 68–52 | —     |

| Équipe    | Pts | G | P | PP  | PC  | Diff | Dép |
| --------- | --- | - | - | --- | --- | ---- | --- |
| Slovaquie | 15  | 7 | 1 | 552 | 453 | +99  |     |
| Lituanie  | 14  | 6 | 2 | 558 | 453 | +105 |     |
| Slovénie  | 12  | 4 | 4 | 510 | 538 | −28  |     |
| Pays-Bas  | 10  | 2 | 6 | 448 | 550 | −102 |     |
| Belgique  | 9   | 1 | 7 | 464 | 538 | −74  |     |

### Groupe D
| Team      |       |       |       |       |       |
| --------- | ----- | ----- | ----- | ----- | ----- |
| Espagne   | —     | 66–39 | 64–48 | 68–54 | 73–79 |
| Allemagne | 55–61 | —     | 77–56 | 70–60 | 62–73 |
| Bulgarie  | 51–79 | 67–60 | —     | 68–70 | 60–80 |
| Roumanie  | 51–68 | 64–75 | 75–68 | —     | 66–59 |
| Suède     | 78–69 | 68–58 | 71–54 | 93–78 | —     |

| Équipe    | Pts | G | P | PP  | PC  | Diff | Dép |
| --------- | --- | - | - | --- | --- | ---- | --- |
| Suède     | 15  | 7 | 1 | 601 | 520 | +81  |     |
| Espagne   | 14  | 6 | 2 | 548 | 455 | +93  |     |
| Allemagne | 11  | 3 | 5 | 496 | 515 | −19  | +21 |
| Roumanie  | 11  | 3 | 5 | 518 | 569 | −51  | -21 |
| Bulgarie  | 9   | 1 | 7 | 472 | 576 | −104 |     |

### Groupe E
| Team       |       |       |       |       |        |
| ---------- | ----- | ----- | ----- | ----- | ------ |
| Lettonie   | —     | 63–46 | 71–52 | 80–47 | 70–44  |
| Grèce      | 63–49 | —     | 53–64 | 72–49 | 70–62  |
| Italie     | 60–57 | 68–61 | —     | 76–58 | 86–37  |
| Finlande   | 65–62 | 52–66 | 62–82 | —     | 114–54 |
| Luxembourg | 60–95 | 61–85 | 66–88 | 45–90 | —      |

| Équipe     | Pts | G | P | PP  | PC  | Diff | Dép |
| ---------- | --- | - | - | --- | --- | ---- | --- |
| Italie     | 15  | 7 | 1 | 576 | 465 | +111 |     |
| Lettonie   | 13  | 5 | 3 | 547 | 437 | +110 | +3  |
| Grèce      | 13  | 5 | 3 | 516 | 468 | +48  | -3  |
| Finlande   | 11  | 3 | 5 | 539 | 537 | +2   |     |
| Luxembourg | 8   | 0 | 8 | 429 | 700 | −271 |     |

La Lettonie se qualifie aux dépens de Grèce en ne s'inclinant au match retour que de 14 points (49 à 63) après avoir gagné le match aller de 17 points (63 à 46).

## Classement des qualifiés
Pour le tirage au sort du Championnat d'Europe 2013 les 10 équipes qualifiées sont classées de 7 à 16 (les places de 1 à 5 sont réservées aux cinq premières équipes du Championnat d'Europe 2011 et la sixième à la Grande-Bretagne organisatrice du Tournoi olympique 2012).
| rang | Équipe      | G | P | PP  | PC  | Avg    |
| ---- | ----------- | - | - | --- | --- | ------ |
| 7    | Italie      | 7 | 1 | 576 | 465 | 1,2387 |
| 8    | Slovaquie   | 7 | 1 | 552 | 453 | 1,2185 |
| 9    | Suède       | 7 | 1 | 601 | 520 | 1,1557 |
| 10   | Serbie      | 6 | 2 | 655 | 496 | 1,3205 |
| 11   | Lituanie    | 6 | 2 | 558 | 453 | 1,2317 |
| 12   | Monténégro  | 6 | 2 | 568 | 464 | 1,2241 |
| 13   | Espagne     | 6 | 2 | 548 | 455 | 1,2043 |
| 14   | Biélorussie | 6 | 2 | 505 | 435 | 1,1609 |
| 15   | Lettonie    | 5 | 3 | 547 | 437 | 1,2517 |
| 16   | Ukraine     | 5 | 3 | 538 | 483 | 1,1138 |